# Oedesis
Oedesis es un  género de coleópteros adéfagos de la familia Carabidae.

## Especies
Comprende las siguientes especies:
- Oedesis caucasicus (Dejean, 1831)
- Oedesis cyprius Wrase, 1999
- Oedesis kryzhanovskii Wrase, 1999
- Oedesis obscurior (Pic, 1911)
- Oedesis palaestinus (Piochard de a Brulerie, 1873)
- Oedesis tomentosus (Dejean, 1831)
- Oedesis villosulus (Reiche, 1859)